# Coexistencia pacífica

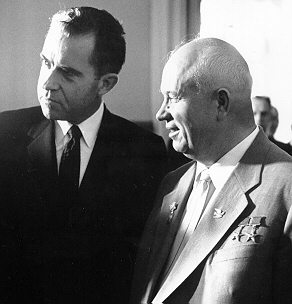
El líder soviético Nikita Jrushchov junto al, en ese momento, vicepresidente estadounidense Richard Nixon (1959)

La coexistencia pacífica (en ruso: мирное сосуществование, romanizado: mirnoye sosushchestvovaniye) fue un término de política internacional acuñado por el dirigente soviético Nikita Jrushchov para hacer referencia a las relaciones que habrían de mantener en el futuro la Unión Soviética y Estados Unidos dentro de la también denominada Guerra Fría, y que de forma general se acepta como política soviética en el periodo 1955-1962 desde el punto de vista occidental, 1955-1984 desde el punto de vista soviético.

## Orígenes
El origen se remonta a 1955, cuando Jrushchov inició el proceso de desestalinización de la URSS y al amparo de un crecimiento económico que los soviéticos deseaban aprovechar para acercarse al nivel de vida occidental mediante el impulso de la modernización de las infraestructuras, teniendo garantías, al poseer armas atómicas, de que la Unión Soviética se encontraba segura. Por otro lado, se había logrado un armisticio en la guerra de Corea y la paz en Indochina, y las doctrinas más conservadoras estadounidenses que amenazaban con «represalias masivas» ante una política exterior soviética agresiva no terminaron de cuajar, dado que el presidente, Dwight Eisenhower, seguía siendo partidario de una «política de contención».
Esta política fue oficialmente aprobada en 1961 en el marco del XXII Congreso del Partido Comunista de la Unión Soviética en un documento que, entre otras cosas, aspiraba también a que dicho país superara a Estados Unidos en los aspectos más importantes de la economía, garantizara viviendas gratuitas para todos, lograra una jornada laboral de seis horas y, finalmente, materializara el comunismo para la década de 1980.

## Bases de la política
La coexistencia pacífica se basaba en la doctrina comunista debido a que durante un período, habrían de convivir países capitalistas con países comunistas, y que para evitar una guerra mundial era necesario mantener la «coexistencia pacífica [que] presupone la renuncia a la guerra como medio de resolver las disputas internacionales». Las dificultades para explicar dicha política con la formulación leninista de la lucha de clases se explicaba diciendo que:

La coexistencia pacífica es una forma peculiar de la lucha de clases, que se lleva a cabo por medios pacíficos, con la particularidad de que el principal campo de batalla entre socialismo y capitalismo radica en la emulación económica, en la cual el socialismo, gracias a las ventajas que le son inherentes, alcanzará la victoria.
Diccionario soviético de filosofía

En el Diccionario de economía política de Borísov, Zhamin y Makárova se argumentaba:

Lo fundamental en la coexistencia pacífica de los estados con diverso régimen social es la renuncia a la guerra como medio de resolver los litigios internacionales y su solución por vía pacífica; la igualdad de derechos entre los estados, la comprensión mutua y la confianza entre unos y otros; el tomar en consideración los intereses de ambas partes, la no injerencia en los asuntos internos, el estricto respeto de la soberanía y la integridad territorial de todos los estados; el desarrollo de la colaboración económica y cultural basada en la plena igualdad y la ventaja mutua. La política de coexistencia pacífica deriva de la naturaleza de la sociedad socialista, en la cual no existen clases ni grupos interesados en la guerra.... En la época presente, la lucha por la coexistencia pacífica por evitar la guerra termonuclear, se ha convertido en una importantísima tarea histórica no sólo de la clase trabajadora, sino, además de la aplastante mayoría de la población del orbe.
Diccionario de economía política de Borísov, Zhamin y Makárova

Usando además una cita de Lenin para justificar dicha política:

«Ahora nuestro principal influjo sobre la revolución internacional lo ejercemos mediante nuestra política económica... En este terreno, la lucha se ha trasladado a la escala mundial. Resolvamos esta tarea y entonces habremos vencido en escala internacional con seguridad y definitivamente»
Lenin

## Desarrollo
Tres hechos históricos marcaron los problemas fundamentales de esta política: la invasión de Hungría en 1956, la construcción del muro de Berlín al inicio de la década de 1960 y la ruptura de las relaciones entre la Unión Soviética y la China bajo Gobierno de Mao Zedong, quien, en sus relaciones con
La India descolonizada esgrimió la teoría de la "coexistencia armada", "tú blandes un arma, yo blando otra", por los confines del imperio chino en el Tíbet tributario, superpuesto a la línea MacMahon de la excolonia de la India británica en 1962.
Aunque oficialmente la política estadounidense era agresiva, en la práctica mantenía un tono moderado. La llegada de John F. Kennedy a la Presidencia, precedida un año antes por la visita de Jrushchov a Estados Unidos, permitió un encuentro entre ambos dirigentes en Viena en 1961.
La política de coexistencia pacífica, aunque formalmente vigente hasta la década de 1980, se quebró al tiempo de la crisis de los misiles de Cuba en 1962, que obligó a ambas partes, Estados Unidos y la Unión Soviética, a modificar la línea política de cada uno en beneficio de la denominada «distensión» a través de unas más fluidas relaciones bilaterales en todos los órdenes.